# سفاري (فلم)
سفاري  فيلم مصري إنتاج عام 2011.

## القصة
تدور أحداث الفيلم حول مجموعة من الأصدقاء يقرروا القيام برحلة سفاري لقضاء عطلتهم الصيفية في أحدي المناطق الجبلية ويكتشفون أن قناة تلفزيونية تقوم بتصوير الأشخاص المتواجدين في هذه المنطقة وتبث التصوير علي الهواء، وتتعرض هذه المجموعة لمواقف عديدة لا يعلمون إن كانت من تدبير القناة التلفزيونية لتجعل العرض التي تبثه علي الهواء أكثر إثارة أم هي مجرد مواقف طبيعية.

## طاقم التمثيل
حسب الظهور
- أحمد بدير: رمزي به
- ماهيتاب صلاح الدين: جيجي
- ليلى نور: السكرتيرة
- رامز أمير: كريم
- ريهام حجاج: نور
- نهى عابدين: بهيرة
- عمر مصطفى متولي: فتلة
- كريم عبد الجواد: رامي
- رجوى حامد: منار
- إيهاب فهمي: د. عمرو
- علاء مرسي: مرسي
- محمود عبد الغفار: منجي سيد احمد
- مريم نور: ساندرا
- عبد السلام عبد العزيز: أ. تيمور
- حسام داغر: أحمد
- كريمة عبد الله: منى
- سليمان عيد: عارف
- محمد الصاوي: فايق
- مجموعة البدو: علي حمدي - كمال السيد - محمود الحسيني - محمد نصر - أحمد ثابت - ايهاب اباظة - محمد الجندي - جمال حجازي - علي سيف - شيرلي
- طلبة الجامعة: ياسمين كساب - مجدي علي - عمرو جلال - دينا الجارحي - سيلين - أنجيلاس- زينة غريب - مؤمن يوسف - مصطفى حسن - محمد غنيم - إيهاب العمروسي - إبراهيم بشري
- بالإصافة إلي: إيمان عبد الرحمن - محمد يوسف

## روابط خارجية
- مقالات تستعمل روابط فنية بلا صلة مع ويكي بيانات